# 1999 XB94
1999 XB94 är en asteroid i huvudbältet som upptäcktes den 7 december 1999 av LINEAR i Socorro County, New Mexico.
Asteroiden har en diameter på ungefär 23 kilometer.